# Hamburg (Pennsylvanie)
Pour les articles homonymes, voir Hamburg.
Le borough de Hamburg est situé dans le comté de Berks, dans le Commonwealth de Pennsylvanie, aux États-Unis. Sa population s’élevait à 4 289 habitants lors du recensement de 2010, estimée à 4 379 habitants en 2016.

## Démographie
| Groupe            | Hamburg | Pennsylvanie | États-Unis |
| ----------------- | ------- | ------------ | ---------- |
| Blancs            | 96,3    | 81,9         | 72,4       |
| Afro-Américains   | 1,2     | 10,9         | 12,6       |
| Autres            | 1,1     | 2,4          | 6,2        |
| Métis             | 0,9     | 1,9          | 2,9        |
| Asiatiques        | 0,4     | 2,8          | 4,8        |
| Amérindiens       | 0,2     | 0,2          | 0,9        |
| Total             | 100     | 100          | 100        |
|                   |         |              |            |
| Latino-Américains | 3,0     | 5,7          | 16,7       |

Selon l’American Community Survey, pour la période 2011-2015, 93,47 % de la population âgée de plus de 5 ans déclare parler l'anglais à la maison, 3,06 % déclare parler l'espagnol et 3,47 % une autre langue.